# Nastri d'argento 1964
La 19ª edizione dei Nastri d'argento si è svolta il 6 aprile 1964 a Roma.

## Vincitori e candidati
I vincitori sono indicati in grassetto, a seguire gli altri candidati.

### Regista del miglior film
- Federico Fellini - 8½
- Francesco Rosi - Le mani sulla città
- Luchino Visconti - Il Gattopardo

### Miglior produttore
- Angelo Rizzoli - 8½
- Lionello Santi - Le mani sulla città
- Franco Cristaldi - I compagni

### Miglior soggetto originale
- Federico Fellini ed Ennio Flaiano - 8½
- Raffaele La Capria e Francesco Rosi - Le mani sulla città
- Goffredo Parise - Una storia moderna: l'ape regina

### Migliore sceneggiatura
- Federico Fellini, Tullio Pinelli, Ennio Flaiano e Brunello Rondi - 8½
- Mario Monicelli, Agenore Incrocci e Furio Scarpelli - I compagni
- Suso Cecchi D'Amico, Luchino Visconti, Massimo Franciosa, Pasquale Festa Campanile ed Enrico Medioli - Il Gattopardo

### Migliore attrice protagonista
- Silvana Mangano - Il processo di Verona
- Sophia Loren - Ieri, oggi, domani

### Migliore attore protagonista
- Ugo Tognazzi - Una storia moderna: l'ape regina
- Vittorio Gassman - I mostri
- Marcello Mastroianni - 8½

### Migliore attrice non protagonista
- Sandra Milo - 8½
- Rina Morelli - Il Gattopardo
- Didi Perego - La parmigiana

### Migliore attore non protagonista
- Folco Lulli - I compagni
- Romolo Valli - Il Gattopardo
- Salvo Randone - Le mani sulla città

### Migliore musica
- Nino Rota - 8½
- Piero Piccioni - Le mani sulla città
- Carlo Rustichelli - I compagni

### Migliore fotografia in bianco e nero
- Gianni Di Venanzo - 8½
- Giuseppe Rotunno - I compagni
- Leonida Barboni - La corruzione

### Migliore fotografia a colori
- Giuseppe Rotunno - Il Gattopardo
- Giuseppe Rotunno - Ieri, oggi, domani
- Carlo Carlini - Il fornaretto di Venezia

### Migliore scenografia
- Mario Garbuglia - Il Gattopardo
- Mario Garbuglia - I compagni
- Piero Gherardi - 8½

### Migliori costumi
- Piero Tosi - Il Gattopardo
- Piero Tosi - I compagni
- Piero Gherardi - 8½

### Regista del miglior film straniero
- David Lean - Lawrence d'Arabia (Lawrence of Arabia)
- Tony Richardson - Tom Jones
- Masaki Kobayashi - Harakiri (Seppuku)

### Regista del miglior cortometraggio
- Mario Carbone - Stemmati di Calabria

### Miglior produttore di cortometraggi
- Giovanni Angella - Pittura d'oggi nel Messico